# Judex (film din 1963)
Judex (titlul original: în franceză Judex) este un film dramatic francez, realizat în 1963 de regizorul Georges Franju, după romanul omonim al scriitorilor Arthur Bernède și Louis Feuillade, protagoniști fiind actorii Channing Pollock, Michel Vitold, Édith Scob și Jacques Jouanneau.

## Rezumat
Nemilosul bancher Favreaux și-a făcut avere exploatând oamenii de rând când primește o amenințare scrisă de la misteriosul Judex, care vrea să-l oblige să-și returneze averea necuvenită. Favreaux este pe cale să-și logodească fiica Jacqueline cu nobilul Amaury de la Rochefontaine, așa că îl angajează pe detectivul privat Cocantin pentru a-l identifica pe Judex. În ciuda acestui fapt, Judex reușește să-l pună pe Favreaux într-un somn de moarte la petrecerea de logodnă, un bal mascat suprarealist. Jacqueline moștenește toată averea, care la rândul ei stârnește interesul bonei familiei Marie, în realitate maestrul hoț Diana Monti, care nimic nu o va opri pentru a pune mâna pe avere împreună cu complicii ei...

## Distribuție
- Channing Pollock – Judex / Vallières, le secretarul lui Favraux
- Michel Vitold – Favraux, bancherul
- Édith Scob – Jacqueline Favraux
- Jacques Jouanneau – Cocantin, detectivul privat
- Francine Bergé – Diana Monti / Marie Verdier, profesoara lui Alice
- Philippe Mareuil – Vicontele Amaury de La Rochefontaine, logodnicul lui Jacqueline
- Théo Sarapo – Morales
- Sylva Koscina – Daisy
- René Génin – Pierre Kerjean
- Roger Fradet – Léon
- Benjamin Boda – Réglisse
- Jean Degrave – notarul
- Ketty France – Jeanne-Marie Bontemps
- André Méliès – medicul
- Luigi Cortese – Pierrot
- Jean-Jacques Rémy – un complice al lui Judex
- André Tomasi – un pescar din Loisy
- Bernard Charlan – un pescar din Loisy
- Max Montavon – valetul lui Cocantin
- Marc Duchamp –
- Edouard Francomme – țăranul care a vorbit cu Kerjean
- Pierre Vernet –
- Suzanne Gossen – proprietara